# Aliança para Mudança e Progresso

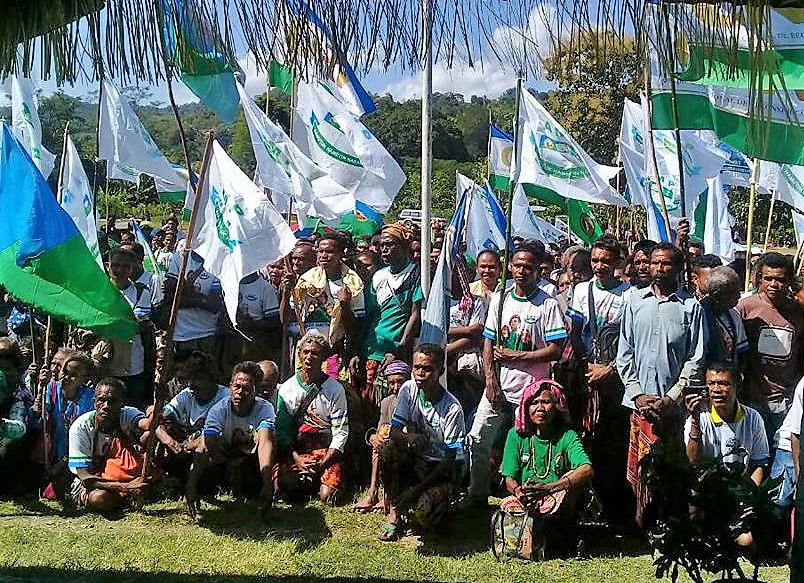
Wahlkampfveranstaltung der AMP in Oesilo (2018)

Die Aliança para Mudança e Progresso (tetum Aliansa Mudansa ba Progresu, deutsch Allianz für Veränderung und Fortschritt) war ein Bündnis aus drei Parteien in Osttimor. Bis zum 1. Februar 2018 hieß das Bündnis Aliança da Maioria Parlamentar (tetum Aliansa Maioria Parlamentar, deutsch Allianz der Parlamentarischen Mehrheit). Das Motto der Koalition lautete „Hametuk Hametin Nasaun“ (deutsch Gemeinsam die Nation stärken). Die Flagge der AMP zeigte auf weißem Grund die Flaggen der drei Mitgliedsparteien.

## Geschichte

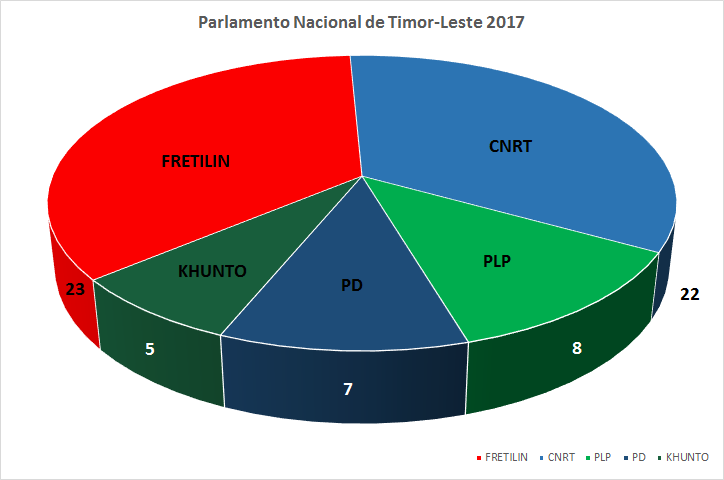
Sitzverteilung im Nationalparlament Osttimors nach den Wahlen 2017

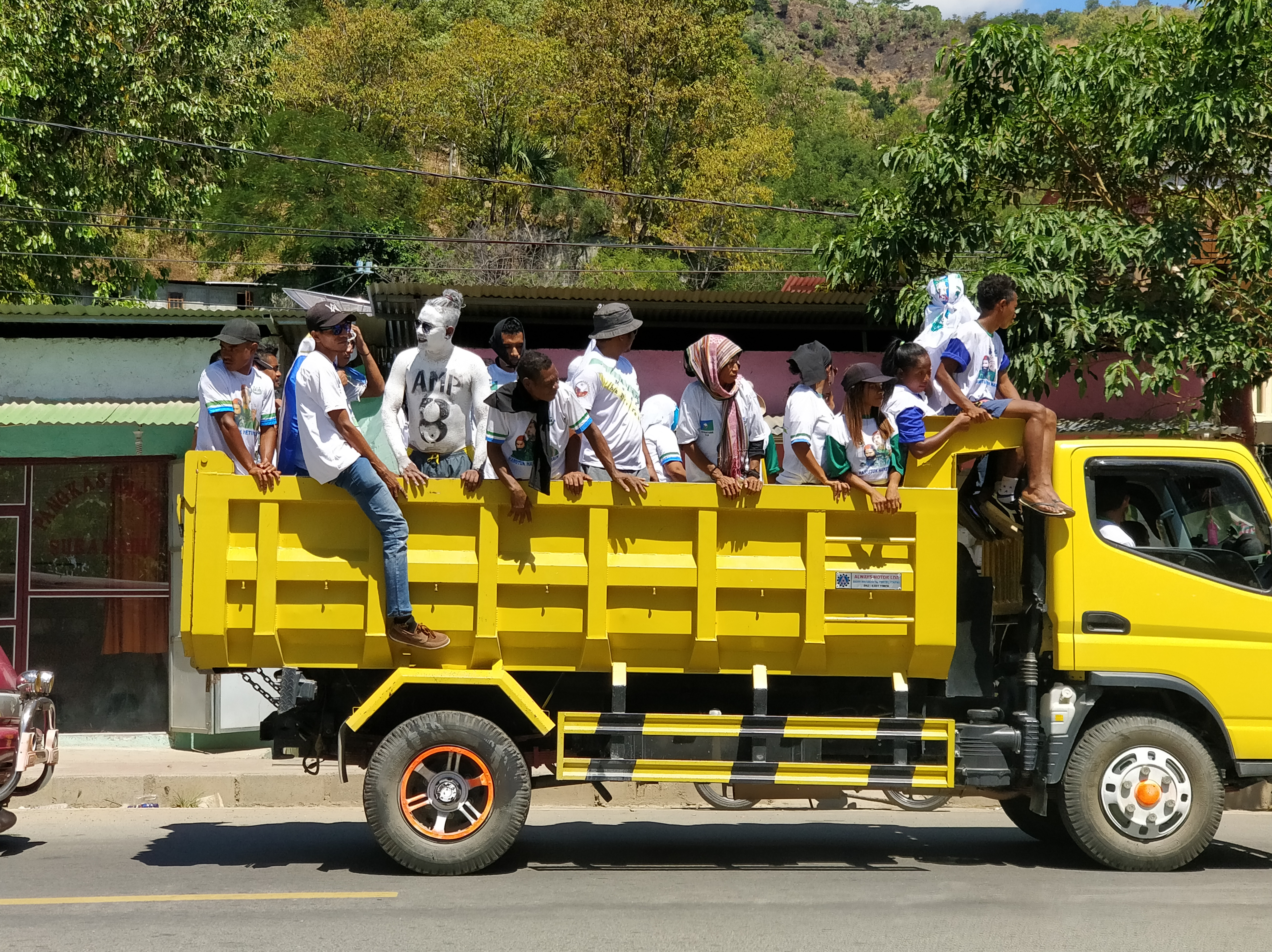
AMP-Mitglieder bei einem LKW-Corso durch Dili

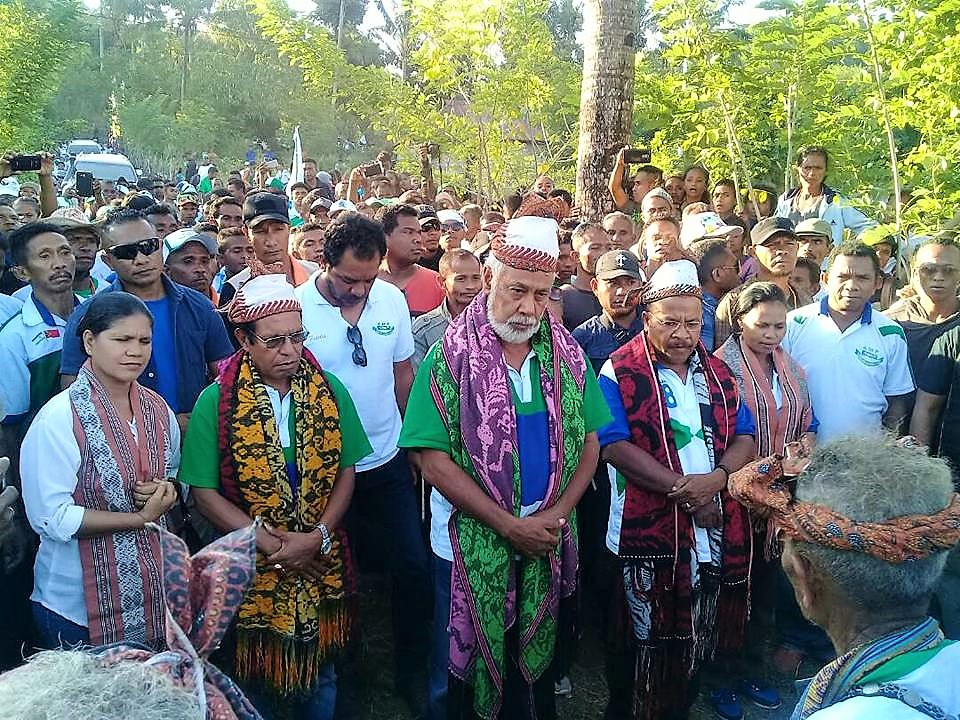
Die AMP-Spitzenkandidaten 2018: Links Taur Matan Ruak (PLP), Mitte Xanana Gusmão (CNRT), rechts José dos Santos Bucar (KHUNTO)

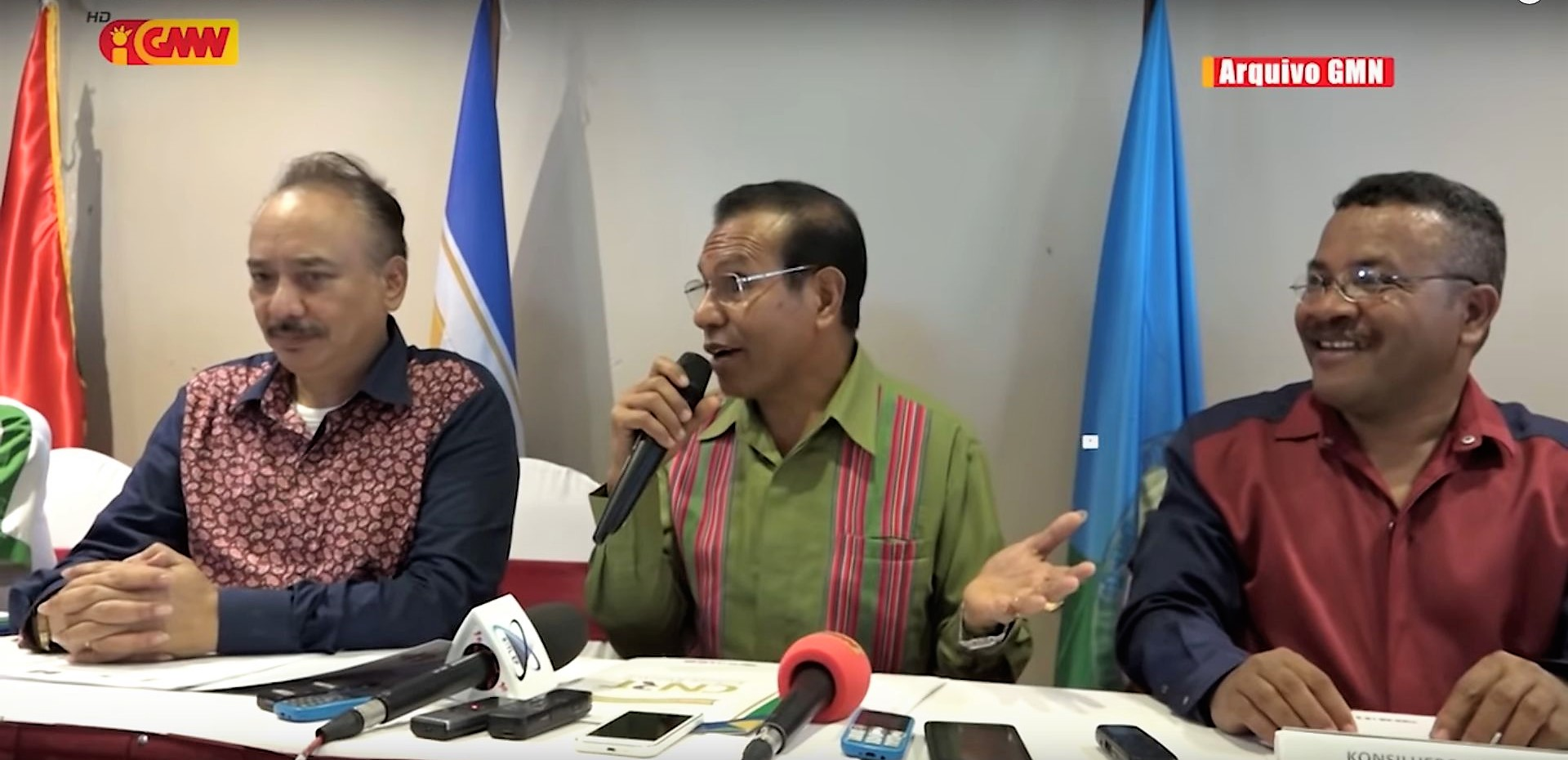
Kalbuadi (CNRT), Taur Matan Ruak (PLP) und Bucar (KHUNTO)

Bei den Parlamentswahlen in Osttimor 2017 gewann die FRETILIN 23 Sitze im Nationalparlament Osttimors, der CNRT 22 Sitze, die PLP acht Sitze, die PD sieben Sitze und die KHUNTO fünf Sitze.
Die Gespräche über eine große Koalition zwischen FRETILIN und CNRT scheiterten und aus der angestrebten Regierungskoalition aus FRETILIN, PD und KHUNTO scherte die KHUNTO im letzten Moment aus, so dass Mitte September eine Minderheitsregierung aus FRETILIN und PD unter Marí Bin Amude Alkatiri gebildet wurde.
Am 6. Oktober schickten die 35 Abgeordneten von CNRT, PLP und KHUNTO einen Brief an Staatspräsident Francisco Guterres, in dem sie, falls die Regierung ihr Programm im Parlament nicht durchsetzen könne, ihre Bereitschaft bekundeten, eine „alternative Lösung für eine Regierung anzubieten“, um „Frieden, Stabilität und Entwicklung“ sicherstellen zu können. Guterres wird dafür kritisiert, eine Minderheitsregierung anzuerkennen, statt „nach einer Lösung zu suchen, die eine Mehrheitsregierung ermöglicht hätte“. Die FRETILIN habe es versäumt, einen Konsens zwischen den Parteien zu schaffen, um Programm und Staatshaushalt durchsetzen zu können.
Am 8. Oktober erklärten die drei Oppositionsparteien die Gründung des Blocks „Oppositionelle Allianz der parlamentarischen Mehrheit“ (tetum Aliansa Opozisaun Maioria Parlamentar AOMP), mit der sie die Arbeit der Regierung kontrollieren wollen. Am 12. Oktober unterschrieben CNRT, PLP und KHUNTO offiziell eine Vereinbarung zur Bildung der Aliança da Maioria Parlamentar.
Am 19. Oktober lehnte die Opposition mit ihrer Mehrheit das von Alkatiri vorgestellte Regierungsprogramm ab. Die Regierung musste nun ein neues Programm vorstellen. Dazu kam es nicht mehr. Stattdessen beschloss Staatspräsident Guterres am 26. Januar 2018 die Auflösung des Parlaments. Der Termin für Neuwahlen wird für den April erwartet.
Am 1. Februar 2018 beschlossen die drei Parteien der AMP auch im Wahlkampf zusammenzuarbeiten. Dafür wurde das Bündnis in Aliança para Mudança e Progresso umbenannt. In einer Absichtserklärung wurde vereinbart, mit einer gemeinsamen Liste bei der Wahl antreten und nach der Wahl eine Koalition bilden zu wollen. Auch anderen Kräften, wie dem Fórum Demokrátiku Nasionál (FDN) stände es frei, sich der AMP anzuschließen.
Bei den Parlamentswahlen am 12. Mai 2018 gelang der AMP mit einem Stimmanteil von 49,6 % (309.663 Stimmen) 34 der 65 Sitze und somit die absolute Mehrheit im Parlament zu erringen. PLP-Chef Taur Matan Ruak wurde am 22. Juni 2018 zum Premierminister vereidigt und führte nun die VIII. konstitutionelle Regierung Osttimors.
Ende 2019 machten Abgeordnete des CNRT immer mehr Premierminister Taur Matan Ruak mitverantwortlich dafür, dass der Großteil der CNRT-Minister nach 18 Monaten immer noch nicht im Amt war, da Präsident Guterres deren Vereidigung blockierte. Auch das langsame Vorankommen beim Tasi Mane project sorgte für Streit zwischen PLP und CNRT. Am 17. Januar 2020 scheiterte im Parlament der Regierungsvorschlag für den Haushalt 2020 erneut. Für den Entwurf stimmten nur die 13 Abgeordneten von PLP und KHUNTO. 15 Abgeordnete der Opposition stimmten dagegen, die Koalitionsabgeordneten des CNRT und die restlichen Oppositionsangehörigen enthielten sich der Stimme. Taur Matan Ruak erklärte daraufhin das Ende der AMP. Präsident Guterres verzichtete aber auf sein Recht, das Parlament aufzulösen und Neuwahlen auszurufen. Stattdessen beauftragte er Taur Matan Ruak mit der Weiterführung der Regierung.